# Johannes Linde
Johannes Kristensen Linde (født 17. november 1906, død 29. juli 1963) var en dansk møbelforhandler, der sammen med automobilforhandler Svend Aage Hasselstrøm var hovedmand bag den store del af den massive sortbørshandel i Danmark under og efter 2. verdenskrig, der kendes under navnet Edderkopsagen.

## Familie, opholdssteder og virksomhed
Linde blev født den 17. november 1906 i Borbjerg Sogn i Ringkøbing Amt som søn af gårdmand Simon Kristensen Linde og hustru Ane Margrethe Nielsen. Han havde flere søskende: en storebror, Kristen (født 8. januar 1904), en lillesøster (født 20. december 1908), en lillebror, Georg (født 17. oktober 1910), og en lillesøster, Gudrun Johanne (født 3. maj 1912).
Linde havde ingen uddannelse og kunne stort set ikke skrive andet end sit eget navn. Han arbejdede sig op fra at være karl på landet, arbejder i mergelgravene, jord- og betonarbejder på stenbroen, bud og karl hos en møbelhandler. 
Han blev den 19. februar 1933, hvor han havde bopæl i Torvegade 10 i København, viet i Tvis Sogn, Ringkøbing Amt, til Mette Marie Frøjk (født 30. august 1905 i Idom Sogn, Ringkøbing Amt). På bopælen i Torvegade residerede også grosserer Johannes Alfred Borchsenius, der var gift med Lindes søster, Gudrun Johanne. 
Linde – nu med erhvervsbetegnelse som møbelfabrikant – fik en søn i 1934 og endnu en søn i 1936, hvor familien boede på Amerikavej 1 på Vesterbro.
Kernen i hans virksomheder blev en møbelfabrik i Sundevedsgade på Vesterbro, møbeludsalget ”Byens Bohave” på hjørnet af Gl. Kongevej og Trommesalen samt forretningen ”Bedre brugte biler” på det gamle banegårdsterræn ved Vesterport.  
Hans bopæl var fra april 1940 en lejlighed på Gl. Kongevej 23, 1. sal , hvor han efter eget udsagn holdt selskaber hver anden aften.
Han boede i sine sidste år på Dronning Olgas Vej 59 på Frederiksberg.
Han døde 29. juli 1963 på Kommunehospitalet i København og blev begravet 2. august 1963. Han ligger begravet på Solbjerg Parkkirkegård.

## Personlighed
I ankesagen mod Linde karakteriserede anklageren ham på følgende måde: Linde vil gerne fremstå som den gode borger med den imponerende møbelforretning og med lejlighed i et pænt kvarter, som var på landet om sommeren, som havde stor motorbåd og flotte biler, og som gik på jagt med folk med blåt blod og med fremtrædende politifolk, selv om han har sat sig for at ville supplere sine i forvejen rigelige indtægter med økonomiske lovovertrædelser. Linde er snu, forslagen og udspekuleret, nok med en begrænset åndelig baggrund, men med snu personers evne til at snyde og bedrage andre.
De helt essentielle karaktertræk hos ham er griskhed og begærlighed. Han er den økonomiske forbryder i det store format med forretninger med rationeringsmærker, handel med fremmed valuta, handel med biler, pengelovsovertrædelser, skattesvindel, leverancer til tyskerne, indsmugling af tæpper, guld, smykker, nylon og dollars, assurancesvig, hæleri både i stort og småt, kortspil med folk, som blev plyndret, fordi der blev spillet med falske kort, eller fik en omgang bank, hvis de ikke ville spille kort, og bestikkelser ved at få politifolk og andre myndighedspersoner i sin lomme, så forbrydelserne kan fortsætte uforstyrret, fordi politifolk holder hånden over ham, orienterer ham og fjerner sager mod ham.
Når det kom til samarbejdet med Linde, så måtte Hasselstrøm spille anden violin. Linde var den virkelige edderkop, det var Lindes kontor, der var centret for ulovlighederne, han var den sorte justitsminister.
Linde var en grov, uappetitlig og snu forbrydertype, der var ledt ind på forbryderbanen af simpelt begær og griskhed, skriver journalisten ved dagbladet Social-Demokraten, Anders B. Nørgaard, der efter flere gange at have studeret hans barbesøg karakteriser ham således: ”Tung kommer han ind på en bar, halvskelende, grågusten, næsten skaldet, ludende og med grødet, uforståeligt mæle. Så hænger han sig på en stol og labber whisky i sig, mens hans øjne søger efter piger og eventuelle handelsofre. Ligegyldigt, hvor dyrt tøj han har på, ser han aldrig velklædt ud. Han skuler og smisker og smasker, piller sig i næsen, klør de tjavsede hårrester og praler, efterhånden som han bliver fuld”. Ved midnatstid bliver han sløv af den megen alkohol og begynder på, hvad han kalder sin ”kur” med amfetaminpræparatet Mecodrin, for at kunne fortsætte med at drikke store mængder spiritus natten igennem.  

## Kriminalitet og straffesag
Linde var tidligere straffet i sager om vold, spirituskørsel, sortbørshandel og blufærdighedskrænkelse.
I 1942 begyndte han at levere barakinventar til Tyskland. Han udviklede en tæt kontakt til besættelsesmagten og var i Shellhuset kendt under øgenavnet ”Møbelhandleren”. Efter befrielsen forberedte politiet en værnemagersag imod ham; han formåede imidlertid at få en politimand til at fjerne sagen, hvilket senere blev et væsentligt anklagepunkt imod Linde.
Efter de afsløringer af forbryderorganisationen, som journalisterne Anders B. Nørgaard og Poul Dalgaard bragte i dagbladet Social-Demokraten i 1948 blev han den 21. juni 1949 anholdt, efterfølgende varetægtsfængslet og siden tiltalt.
I første del af anklageskriftet blev han tiltalt for tyveri, hæleri, overtrædelse af rationeringsbestemmelserne og valutabestemmelserne, smugleri, talrige bedragerier, handel med falske pengesedler, ulovlig handel med indsmuglede dollargrin og ulovlige valutatransaktioner med gyldig mønt.
Ved byrettens dom den 26. august 1950 blev han kendt skyldig i blandt andet hæleri, bedrageri, overtrædelse af valutalovgivningen og pengelovgivningen samt bestikkelse. Om sidstnævnte punkt havde han under straffesagen forklaret, at der var kommet mellem 10 og 25 politifolk i hans forretning, hvor der lejlighedsvis ved orgier i baglokalet blev disket op med ubanderolerede cigaretter og spiritus. Han blev idømt 4½ års fængsel. I anklagemyndighedens ankesag hævede landsretten den 5. marts 1951 byretsdommen til 6 års fængsel – samme strafudmåling, som Hasselstrøm havde fået.
Under strafafsoningen i Nyborg Statsfængsel foretog Linde en række transaktioner, hvor han ind- og udsmuglede, hvad han havde lyst til, hvilket førte til, at han måtte afsone sin fulde straffetid.